# Люголь, Жан-Гийом Огюст
Жан-Гийом Огюст Люголь (1786—1851) — французский врач.

## Биография
Родился в городе Монтобан. В 1812 году получил степень доктора медицины в Париже, до 1851 занимал должность врача в больнице Сен-Луиф. Его дочь, Адель-Августин, после его смерти вышла замуж за Поля Брока.
Люголь интересовался туберкулезом. В представленном им Королевской академии наук в Париже докладе он выступал за использование свежего воздуха, физических упражнений, холодных ванн и лекарственных средств. Опубликовал четыре книги о лечении золотухи. Посетившие больницу Люголя члены академии одобрили его методы лечения, отметив улучшение состояния пациентов после шестнадцатимесячного курса.
Предположил, что созданный им йодистый раствор можно использовать для лечения туберкулеза, что привлекло в то время большое внимание. Несмотря на то, что раствор не был эффективен при лечении туберкулеза, позже он был успешно использован американским врачом Генри Пламмером для лечения тиреотоксикоза.
Раствор Люголя также используется в пробе Шиллера при кольпоскопии.